# 西湖鄉 (台灣)
西湖鄉（臺灣客家語四縣腔：xiˊ fuˇ hiongˊ），舊稱「四湖」，位於臺灣苗栗縣西部，東鄰苗栗市，北鄰後龍鎮，西鄰通霄鎮，南接銅鑼鄉。居民結構由「多重認定」準則抽樣調查，推估客閩比例約84:24

## 歷史

### 地名由來
西湖鄉舊稱「四湖」，「湖」字一詞是指山中盆狀低地，即西湖溪沿岸曲流形成的河谷平原，由於當地地處西湖溪自下游起往上游處的第四個盆狀低地，且此地名位處該鄉的略中央處，遂取以為行政區名。1954年8月3日，由於鄉名與雲林縣四湖鄉同名，故取諧音字改名「西湖」:87。

### 開發沿革
1713年（清康熙五十二年），廣東惠州的陸豐、長樂等粵籍墾民入墾二湖、公館地區，為西湖鄉漢人開發之始。當時二湖尚有隘曆埔社平埔原住民，後因墾民日漸增多，原住民被迫退入苗栗縣東部山區。雍正年間，潮州府程鄉縣人古蘭祥也進入二湖地區開墾。1732年（雍正十年），清廷開放對台灣移民的海禁，粵籍移民大量湧入。
1752年（乾隆十七年），陸豐人劉恩寬入墾四湖一帶。乾隆中葉，惠州人吳友宗率族人開拓高埔地區。乾隆末年，嘉應鎮平人徐國興、潮州揭陽人彭祥麟等二人開拓三湖、四湖地區。嘉慶年間，嘉應州人黎姓家族開拓四湖一帶荒埔。到了道光、同治年間，今日西湖鄉一帶幾已開拓完畢。

## 地理

### 概論
苗栗縣西湖鄉主要為丘陵地形，林木茂盛，雙邊有小山，綠野平疇，聚落廣布。西湖溪由南至北貫穿全鄉。西湖鄉內氣候適宜，氣候屬於亞熱帶，溫和多雨，雨季主要在5月至9月。住民以客家族群為主。相對都市空氣較新鮮，鄉內設有自行車車道供人們自由歇息和玩樂，並有許多觀光景點。西湖鄉主要經濟為農業，稻米文旦生產是西湖農業大宗。目前有很多特產在本鄉。

### 人口
根據苗栗縣政府民政處統計，2024年底西湖鄉戶數約2.6千戶，人口約6千人，鄉內人口最多與最少的村分別是湖東村與龍洞村，2024年底兩村人口分別為1,128人與439人。西湖鄉的人口老化與少子化問題嚴重，2024年底時，西湖鄉人口中0至14歲人口佔比僅有4.89%，15至64歲人口佔比67.03%，65歲以上人口則佔比28.09%，老化指數約為574.58%，是苗栗縣幼年人口佔比最低的行政區。

## 政治

### 歷任首長
| 屆次 | 姓名           | 備註 |
| ---- | -------------- | --- |
| 1    | 張雲火         | |
| 2    | 劉阿尚         | 當選無效 |
| 2    | 張雲火         | 補選上任 |
| 3    | 劉阿尚         | |
| 4    | 郭豐昌         | |
| 5    | 郭豐昌         | |
| 6    | 羅木榮         | |
| 7    | 羅木榮         | |
| 8    | 張雲明         | |
| 9    | 張慶修         | |
| 10   | 李昌輝         | |
| 11   | 古木賢         | |
| 12   | 古木賢         | |
| 13   | 楊秀瑕         | |
| 14   | 何木炎         | |
| 15   | 何木炎         | |
| 16   | 李文林         | |
| 17   | 古木賢         | 古木賢於2017年4月28日病逝，苗縣府於4月28日指派縣府簡任秘書潘志明代理鄉長，6月10日再度指派前鄉長楊秀瑕代理。 |
| 17   | 潘志明（代理） | 古木賢於2017年4月28日病逝，苗縣府於4月28日指派縣府簡任秘書潘志明代理鄉長，6月10日再度指派前鄉長楊秀瑕代理。 |
| 17   | 楊秀瑕（代理） | 古木賢於2017年4月28日病逝，苗縣府於4月28日指派縣府簡任秘書潘志明代理鄉長，6月10日再度指派前鄉長楊秀瑕代理。 |
| 18   | 高阿賜         | |
| 19   | 高阿賜         | |

### 鄉政組織

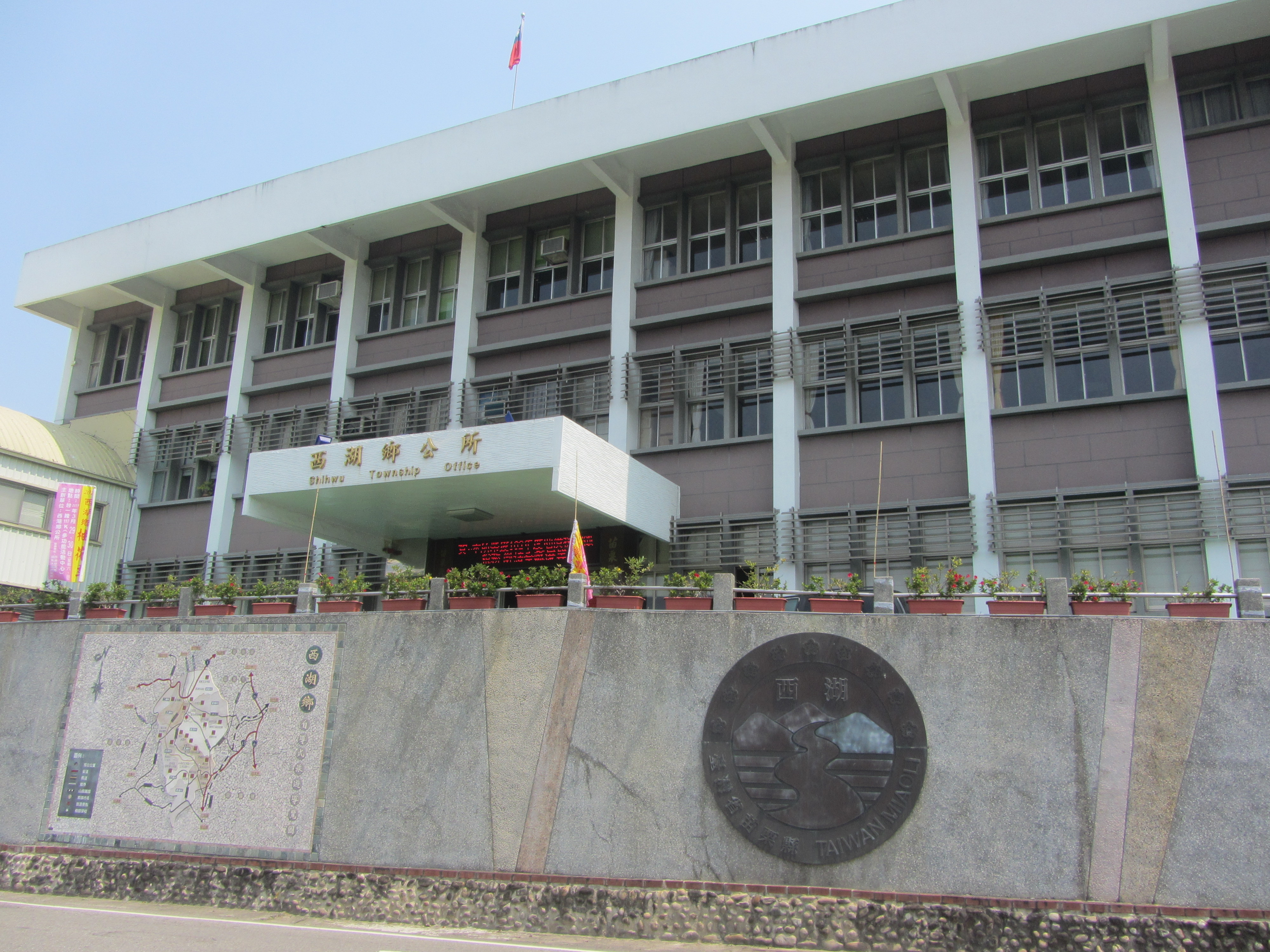
西湖鄉公所

西湖鄉公所是西湖鄉最高層級的地方行政機關，在中華民國政府架構中為鄉自治的行政機關，同時負責執行縣政府及中央機關委辦事項，西湖鄉的自治監督機關為苗栗縣政府。鄉長由全體鄉民直接選舉產生，任期為四年，可連選連任一次。西湖鄉公所並置鄉政會議，為鄉政最高決策機構，在鄉長之下，設有4課3室等7個內部單位及3個附屬機關。
西湖鄉民代表會是西湖鄉的最高民意機關，代表西湖鄉全體鄉民立法和監察鄉政。鄉民代表由公民直選選出，任期為四年，可連選連任。西湖鄉民代表會共有7位鄉民代表，分別為第一選區3席鄉民代表、第二選區4席鄉民代表，主席、副主席由7位鄉民代表互選產生。

### 其他政府機關
- 西湖鄉衛生所
- 西湖鄉公所垃圾衛生掩埋場
- 西湖鄉戶政事務所
- 農業部畜產試驗所-新竹分所

### 行政區
西湖鄉的行政區劃轄有高埔村、下埔村、五湖村、四湖村、三湖村、龍洞村、金獅村、湖東村、二湖村等9村，共計108鄰。
| 西湖鄉行政區劃                                                 |
| 湖東村 二湖村 三湖村 四湖村 五湖村 金獅村 龍洞村 下埔村 高埔村 |

### 警政治安
- 西湖分駐所：037-921031
- 高湖派出所：037-911414

## 經濟

### 農業
- 休閒農業區發展

湖東休閒農業區位於苗栗縣西湖鄉，承農委會、苗栗縣政府、西湖鄉公所等單位輔導，積極推動湖東休閒農業區特色產業發展，區內以農民、產業業者、社區居民及致力發展地方特色產業之會員志工組成，並持續朝向有機種植、低碳生活、慢活旅遊等目標前進；全區以協助區內業者解決營運問題、引進外部資源發展休閒農業、多面向的跨區域資源結合為軸心，藉此提昇本區農產、商品、農旅、體驗、生活等多樣化之特色經濟發展。
近年來，湖東休閒農業區責任單位：苗栗縣西湖鄉休閒產業發展協會，引進綠色運輸概念之低碳電動車做為西湖鄉內農遊交通工具，逐漸成為該區旅遊特色，同步推動的環境教育發展，含蓋了食物教育、農業教育、生態教育、人文保留、及綠色運輸等面向。

### 工業
- 二湖工業區：又稱「東和鋼鐵」。

### 金融機構
- 西湖郵局
- 西湖鄉農會

## 教育與學術及研究

### 國民中學
- 苗栗縣立西湖國民中學

### 國民小學
- 苗栗縣西湖鄉西湖國民小學
- 苗栗縣西湖鄉僑文國民小學
- 苗栗縣西湖鄉五湖國民小學

### 圖書館
- 西湖鄉立圖書館

### 社會教育
- 佛光山大明社區大學(西湖分部)

## 交通

### 公車客運
公路客運行經西湖市區主要的路線有5667路（後龍至三湖，經龍港）、5668路（苗栗至通霄鎮公所，經後龍）、5808路（高鐵苗栗站至苑裡，經後龍、通霄）、5815路（高鐵苗栗站至彎瓦，經五湖）等4條路線，提供鄉民搭乘及苗栗市、後龍鎮、通霄鎮、苑裡鎮等鄰近鄉鎮轉運之用，5814路（苗栗至大甲，經山腳）則行駛縣道128號經過高埔村至苗栗、銅鑼車站、通霄站、苑裡站及大甲站等地。

### 公路

#### 國道
- 福爾摩沙高速公路
  - 西湖服務區（134）：國道3號的服務區之一，有增設南進北出的聯外道路上下國道。

#### 省道
- 台1線：縱貫公路，為連絡台灣南北的道路。

#### 縣道
- 縣道119號：北起後龍鎮龍港，經過西湖鄉、銅鑼鄉，南至三義鄉雙連潭，這邊靠近小山，也靠近西湖市區、五湖市區。
- 縣道128號：西起通霄鎮通霄車站，經過西湖鄉、銅鑼鄉，南至公館鄉公館。

#### 鄉道
- 苗28線(三湖苗栗道)：三湖路，往苗栗市鄉道。
- 苗33線：北接台61線赤土崎交流道，經過本鄉三湖、四湖、下埔，南接高埔村鄉道。
- 苗34-2線：北接縣道119線，南接苗栗市，是最便捷的鄉道。
- 苗35線：北接通霄鎮福隆里－南接本鄉四湖村鄉道。

### 街道
- 店仔街：又稱西湖老街。
- 五湖街：即縣道119線。

## 觀光旅遊

### 景點古蹟
- 西湖敬聖亭及福德祠：歷史建築
- 青錢第古宅
- 劉恩寬古宅（彭城堂）

### 寺廟景點
- 五龍宮：主祀天上聖母，位於三湖村店仔街4號，世界第一高媽祖石雕
- 天福宮：主祀關聖帝君，位於金獅村金獅9號
- 德龍宮：主祀關聖帝君，位於五湖村五湖街198號
- 宣王宮：也就是「雲梯書院」，位於四湖村學堂下10號
- 顯化宮：主祀王天君，位於五湖村上湖坑112號

### 觀光景點
- 西湖服務區：國道3號的一個服務區。
- 綠化之家[12]
- 秘密花園(金獅村茶亭)
- 金龍窯
- 柴燒卡帕尼(傳統工藝窯烤麵包 https://web.archive.org/web/20160508015059/http://www.campagne.com.tw/)
- 西湖媽祖石雕聖像：位於西湖鄉三湖村。
- 吳濁流文學藝術館[13]
- 聖雲樓
- 西湖自行車車道：讓人可以休閒時，騎腳踏車的地方。
- 西湖老街：又稱「店仔街」
- 黃清源竹編
- 西湖牧場
- 義芳農場[14]
- 湖東休閒農業區[15]

### 體育場
- 西湖鄉立體育館

### 藝術景點
- 陶蝶Ｈ：位於國道3號下。

## 特產
- 文旦(柚子)
- 柑桔
- 土雞
- 稻米
- 龍眼
- 芭蕉
- 百香果
- 番薯
- 西瓜
- 覆菜(芥菜)
- 咖啡(金獅村茶亭咖啡)
- 青草(明日葉、艾草、細本山葡萄、小苦瓜)
- 發糕
- 草仔粿
- 桂竹筍

## 外部連結
- 苗栗縣西湖鄉公所全球資訊網 （页面存档备份，存于）（繁體中文）